# رخا بهاردواج
رخا بهاردواج (انگلیسی: Rekha Bhardwaj؛ زادهٔ ۱۹۶۴) یک خواننده اهل هند است. وی از سال ۱۹۹۷ میلادی تاکنون مشغول فعالیت بوده‌است. حرفه‌ٔ اصلی او ساخت موسیقی متن در فیلم‌های بالیوودی است.
وی همچنین برندهٔ جوایزی همچون جایزه فیلم‌فیر شده‌است.
از فیلم‌ها یا مجموعه‌های تلویزیونی که وی در آن‌ها نقش داشته است می‌توان به ترقه و عشق در هر فوت مربع اشاره نمود.